# Павленко, Виктор Павлович
Виктор Павлович Павленко (22.12.1937-09.05.2001) — российский хозяйственный деятель, учёный в области экономики и управления с.-х. производством, член-корреспондент РАСХН (1997). Народный депутат СССР (1989-1991).

## Биография
Родился в с. Криничное Россошанского района Воронежской области. Окончил Воронежский СХИ (1965).
- 1965—1973 заместитель главного бухгалтера, с 1966 главный бухгалтер совхоза «Масловский» (Воронежская область, Новоусманский район);
- 1973—1974 главный экономист Управления финансирования совхозов Министерства совхозов РСФСР;
- 1974—1998 главный бухгалтер, с 1980 директор совхоза (госплемзавода) «Масловский»;
- 1998—2001 главный научный сотрудник НИИ экономики и организации АПК Центрально-Чернозёмной зоны РФ.

Весной 1989 года избран народным депутатом СССР  от Семилукского территориального избирательного округа № 155 Воронежской области.
Научные исследования посвящены разработке организационно-экономической модели крупного предприятия в сельском хозяйстве с эффективной социальной инфраструктурой.
Доктор экономических наук (1998), член-корреспондент РАСХН (1997). Народный депутат СССР (1989-1991).
Заслуженный работник сельского хозяйства РСФСР (1987). Награждён орденами Трудового Красного Знамени, «Знак Почёта», «За заслуги перед Отечеством» IV степени (1997), медалями СССР и ВДНХ.
Опубликовал около 100 научных работ, в том числе более 50 книг и брошюр, из них 3 монографии.
Сочинения:
- Социально-экономические проблемы села при переходе к рынку. — Воронеж, 1997. — 84 с.
- Стабилизация и развитие аграрного производства региона: теория и практика (на материалах ЦЧР). — М.: Тип. ВНИЭСХ, 1997. — 252 с.
- Многоукладная экономика АПК России: вопр. теории и практики / соавт.: А. А. Шутьков и др. — М.: Колос, 1998. — 359 с.